# Bertil Örn
Gustaf Bertil Örn, född 15 maj 1903 i Kristiania, död 5 november 1974 i Stockholm, var en svensk företagsledare och ägare till Högfors bruk och Högfors slott i Jämtland. Han var son till Gustaf Örn.

## Biografi
Efter tekniskt gymnasium 1921–1925 studerade Örn i USA 1925–1926 och anställdes 1926 vid National Aniline & Chemical Corporation i New York och året därpå vid Sundsvalls Cellulosa AB samt 1928 vid Fassbender & Company AB i Stockholm. Sedan 1929 drev Örn en egen exportfirma och var disponent på Högfors bruk 1937–1945 samt verkställande direktör från 1945 och ägare där 1946–1966. Han var även styrelseledamot på Emsfors bruk 1930–1965.
Örn var generalkonsul för Paraguay under åren 1949–1955. Han var kommendör av Vasaorden och hade flera utländska ordensinnehav.